# Heitnau
Die Herren von Heitnau waren ein niederadeliges Geschlecht aus dem 13. bis 14. Jahrhundert im Thurgau in der Ostschweiz. Sie standen im Dienst der Grafen von Toggenburg und hatte als Lehen derselben die Burg Heitnau in der heutigen Gemeinde Braunau inne.
Arnold, der erste bekannte Vertreter der Familie, erscheint 1209 in einer bischöflichen Urkunde als Zeuge der Toggenburger. 1216 wird Diethelm, vielleicht sein Sohn, als Truchsess des Bischofs von Konstanz erwähnt. Aufgrund eines Vergleichs mit dem Bischof entzogen die Grafen von Toggenburg 1221 ihren Truchsessen Diethelm und dessen Bruder Burkhart die Vogtei über den bischöflichen Hof Mettlen, den diese als Afterlehen innegehabt hatten. Vor 1250 soll die Familie – gemäss dem Chronisten Christian Kuchimeister – erfolglos versucht haben, sich des Erbes der Herren von Hagenwil zu bemächtigen. In der Folge verkauften die Heitnau den Grossteil ihrer Lehen inklusive der Burg an das nahe Kloster Tobel und verbauerten. Die Burg Heitnau war bis gegen die Mitte des 14. Jahrhunderts bewohnt und gehörte bis 1798 zur Herrschaft und Komturei Tobel.